# Heike Langhans
Heike Langhans (Cidade do Cabo, 9 de Fevereiro de 1988) é uma cantora e compositora sul-africana, é principalmente associada ao projeto dark electronic LOR3L3I:, e também conhecida como ex-vocalista da banca sueca de doom metal Draconian.

## Biografia
Heike nasceu na Cidade do Cabo, África do Sul, em uma família de descendência alemã. Durante sua adolescência, ela começou a ser atraída pela melancólica música gótica e começou a se interessar por composição, escrita e canto. Antes de começar a praticar a música profissionalmente, Heike se formou em designer gráfica , profissão que exerce até hoje.
Heike começou sua carreira como cantora na banda sul-africana de metal sinfônico Inferium em 2005 sob o nome de Heike Van Dominic. Ela deixou o grupo em 2010 . Em 2006 , ela criou seu projeto solo chamado: LOR3L3I:, um grupo de dark wave eletrônico gótico. Em 2020 ela lançou um álbum digital chamado "TH3 D3MO COLL3CTION".
Em 2012 , juntou-se à banda sueca de  doom metal, Draconian, após a saída da cantora Lisa Johansson em 2011 depois de fazer contato com o guitarrista Daniel Arvidsson, depois com Anders Jacobsson para tentar a sorte e fazer um teste na Suécia. No início, ela lutou para conseguir um visto de trabalho na Suécia, o que prejudicou a capacidade da banda de gravar um álbum. Até a obtenção do visto, ela se apresentou como cantora temporária na banda de rock gótico "The Great Sleep" na África do Sul. No final de 2013 , ela recebeu seu visto de trabalho e pôde emigrar para a Suécia. Foi então que ela começou a trabalhar com o Draconian. Formou também o projeto paralelo "ISON" com Daniel Änghede (Crippled Black Phoenix, Hearts of Black Science) e lançaram seu EP de estreia "Cosmic Drone" em 2015.
Em 2015, Sovran, seu primeiro álbum com o Draconian foi lançado. A partir de então, várias turnês se seguiram, bem como inúmeros shows durante festivais como o 70,000 Tons of Metal.
Em 2018, Heike e Daniel Änghede lançam o álbum intitulado "Andromeda Skyline" do projeto "ISON", seguido pelo álbum "Inner-space" em 2019, que foi o último álbum do ISON em que Heike participou, antes de deixar o projeto.
Em 23 de abril de 2020, o Draconian anunciou seu segundo álbum com Heike, Under a Godless Veil, agendado para 30 de outubro de 2020.
Em 3 de maio de 2022, Draconian anunciou que a vocalista Heike Langhans deixaria a banda para se concentrar em sua família e seus próprios projetos, e que a ex-vocalista Lisa Johansson voltaria à banda.
Junto com sua intensa atividade musical, ela produz vários trabalhos todos relacionados à gráfica (sejam ilustrações, desenhos ou capas de álbuns).

## Discografia

### Draconian
Sovran (2015)
Under a Godless Veil (2020)

### LOR3L3I
TH3 D3MO COLL3CTION (2021)

### ISON
Cosmic Drone (2015)
Andromeda Skyline (2018)
INNER-SPACE (2019)

### Light Field Reverie
Another World (2020)

### REMINA
Singles
Aeon Rains (2021)
Obisidan (2021)
Dying Sun (2021)
The Endless City (Lyric Video) (2022)
Albuns
Strata (2022)

### Colaborações e participações
Warthane
"Autumn's Woe"
"Oceans Lustruos Overture"
"Betrothed Black Winter's Dawn"